# مؤسسه مطالعات ایران و اوراسیا
مؤسسه مطالعات ایران و اوراسیا (ایراس)، مؤسسه‌ای پژوهشی و غیردولتی بوده که فعالیت خود را از سال ۱۳۸۳ و به مدیریت مهدی سنایی آغاز کرده‌است. مؤسسه مطالعات ایراس که به عنوان نخستین و تنها مؤسسه پژوهشی تخصصی در حوزه جغرافیایی آسیای مرکزی، روسیه و قفقاز نیز شناخته می‌شود، با هدف مطالعه زمینه‌های موضوعی سیاسی، سیاست خارجی، اقتصادی، اجتماعی و فرهنگی و در چارچوب فعالیت‌های سیاست پژوهشی، تجزیه و تحلیل مسائل منطقه و واکاوی سیاست گذاری‌های معطوف به پهنه جغرافیایی اوراسیای مرکزی تشکیل شده‌است.
فراهم کردن ادبیات علمی و پژوهشی، ارتقاء توان تصمیم‌گیری در حوزه روابط دوجانبه و چندجانبه ایران با کشورهای آسیای مرکزی، روسیه، قفقاز جنوبی و اروپای شرقی در سایه نیل به چشم‌اندازی علمی و واقعی و فراهم سازی فضای نقد و گفتگو میان استادان و صاحب نظران و تصمیم گیران در ارتباط با نحوه تنظیم سیاست‌های خارجی، اقتصادی و فرهنگی جمهوری اسلامی ایران در قبال کشورهای واقع در این مناطق، اهم اهداف و برنامه‌های این مؤسسه پژوهشی تخصصی را تشکیل می‌دهد.

## ساختار مؤسسه
مؤسسه مطالعات ایران و اوراسیا (ایراس) از هیئت امنا، مدیرعامل، هیئت مدیره و شورای علمی تشکیل شده‌است.

### مدیرعامل
مهدی سنایی، سفیر فوق‌العاده و تام‌الاختیار جمهوری اسلامی ایران در فدراسیون روسیه (از ۱۳۹۲) و نماینده سابق دوره‌های هشتم و نهم مجلس شورای اسلامی است. ایشان دکترای خود را در رشته علوم سیاسی از آکادمی علوم روسیه دریافت نموده و دانشیار رشته روابط بین‌الملل دانشگاه تهران و مؤسس گروه مطالعات روسیه در دانشکده مطالعات جهان دانشگاه تهران نیز هست.  مهدی سنایی دارای تالیفات متعددی در حوزه مسائل اوراسیا به زبان‌های فارسی و روسی بوده و آخرین تألیف ایشان با عنوان «روسیه: جامعه، سیاست و حکومت» به عنوان کتاب درسی دانشگاهی از سوی سازمان مطالعه و تدوین کتب علوم انسانی دانشگاه‌ها (سمت) در سال ۱۳۹۵ انتشار یافت. ایشان براساس تصمیم هیئت مدیره از سال ۱۳۸۳ تاکنون مدیرعاملی مؤسسه مطالعات ایراس را بر عهده دارند.

### اعضای هیئت مدیره
۱-  مهدی سنایی،
بنیان‌گذار و مدیر عامل مؤسسه مطالعات ایران و اوراسیا (ایراس)؛ عضو هیئت علمی دانشکده مطالعات جهان، دانشگاه تهران
۲-  داود کیانی،
قائم مقام مؤسسه مطالعات ایران و اوراسیا (ایراس) و عضو هیئت علمی دانشگاه آزاد اسلامی، واحد قم
۳-  جهانگیر کرمی،
عضو هیئت علمی دانشکده مطالعات جهان، دانشگاه تهران و استاد مدعو سابق در دانشگاه دولتی مسکو

## موسسات همکار
مؤسسه مطالعات ایراس با برخی از برترین و تاثیرگذارترین موسسات تحقیقاتی در کشورهای همسایه یادداشت تفاهم همکاری امضا کرده‌است. از جمله این موسسات می‌توان به این موارد اشاره داشت:
1. شورای امور بین‌الملل روسیه (ریاک)[۲]
2. صندوق دیپلماسی عمومی الکساندر گورچاکوف[۳]
3. آزمایشگاه نظارت بر مخاطرات و بی‌ثبات سازی‌های سیاسی-اجتماعی مدرسه عالی اقتصاد مسکو[۴]
4. مؤسسه فرهنگی اکو[۵]
5. مؤسسه تحقیقاتی گفتگوی تمدن‌های آلمان[۶]

## انتشارات

### کتاب
از مهم‌ترین کتاب‌هایی که این مؤسسه به‌چاپ رسانده‌است، می‌توان به موارد زیر اشاره کرد:
۱. روسیه و غرب انگاری؛ نویسنده:  ژند شکیبی (۱۳۹۶)
۲. ایران و جمهوری‌های قفقاز جنوبی؛ ویراستار علمی: ولی کوزه‌گر کالجی (۱۳۹۶) (انتشار به دو زبان فارسی و روسی)
۳. روسیه ربع قرن بعد از اتحاد جماهیر شوروی؛ مترجم:  محسن شجاعی (۱۳۹۶)
۴. همکاری‌های ایران و روسیه: ابعاد و چشم‌انداز؛ ویراستار علمی: محمود شوری (۱۳۹۵) (این کتاب ماحصل پروژه تحقیقاتی مشترک مؤسسه مطالعات ایراس و شورای روابط بین‌الملل روسیه (ریاک) بوده که به سه زبان فارسی، روسی و انگلیسی انتشار یافته‌است)
۵. انگاره‌های سیاست خارجی روسیه (۲۰۱۲–۲۰۱۸)؛ مترجم: آذر بهبهانی (۱۳۹۵)
۶. گزیده اشعار ایوان بونین، مترجم: گروه مترجمان ایراس (به کوشش  محسن شجاعی) (۱۳۹۴)
۷. اوراسیا و جمهوری اسلامی ایران؛ ویراستار علمی: احمد وخشیته (۱۳۹۴)
۸. تصویر ایران از دید نخبگان روس؛ مترجم: سعید خاوری نژاد (۱۳۹۴)
۹. مناسبات امروز ایران و روسیه: چالش‌ها و فرصت‌ها؛ مترجم: گروه مترجمان ایراس، (۱۳۹۳)
۱۰. پیوندهای تاریخی ایران و آسیای مرکزی (با نگاهی به آثار و ابنیه تاریخی تاجیکستان، ترکمنستان و ازبکستان)؛ (۱۳۹۳)
۱۱. دنیا بدون روسیه؛ مترجم: گروه مترجمان ایراس (۱۳۹۱)
۱۲. سال‌هایی که آسیای مرکزی را تغییر داد؛ مترجمان:  مهدی سنایی و علیرضا عیاری، (۱۳۹۰)

### گاهنامه
مهمترین نشریه مؤسسه مطالعات ایران و اوراسیا (ایراس) گاهنامه می‌باشد که تاکنون ۴۶ شماره از آن منتشره شده‌است. هدف از چاپ گاهنامه بررسی، تحلیل و گردآوری مهمترین تحولات ژئوبولتیک اقتصادی، سیاسی و فرهنگی در منطقه اوراسیا می‌باشد.

### پروژه‌های پژوهشی
مؤسسه مطالعات ایراس در طول چندسال فعالیت خود توانسته‌است طرح‌های بنیادی یا کاربردی مختلفی را برای نهادها و مراکز اجرایی و پژوهشی کشور انجام دهد. برخی از این طرح‌ها عبارت‌اند از:
1. بررسی و تحلیل ابعاد و پیامدهای اجرای هدفمندسازی یارانه‌ها در بخش بازرگانی.
2. حاکمیت و حکمرانی در حوزة وزارت بازرگانی، با نگاهی به تجربه‌های برخی از کشورهای منتخب.
3. بررسی نقش و جایگاه تشکّل‌گرایی (NGO)ها در حوزة حمایت از حقوق مصرف‌کننده.
4. بررسی وضعیت اسلام و مسلمانان در روسیه.
5. شناسایی آثار و بناهای ایرانی در ترکمنستان.
6. شناسایی آثار و بناهای ایرانی در تاجیکستان.
7. شناسایی آثار و بناهای ایرانی در ازبکستان.
8. اسلام در روسیه و آسیای مرکزی.
9. دانشنامه اسلام در سرزمین شوروی (ترجمه).
10. بررسی روابط پانزده ساله ایران و روسیه.
11. دیپلماسی عمومی غرب در برابر ایران.
12. بررسی پدیده ایران‌هراسی در غرب.
13. راهبرد دفاعی ایران در منطقة اوراسیا.
14. سیاست نظامی جدید روسیه: محیط ناامن تر و پیشدستی هسته ای.
15. پیامدهای بحران اوکراین بر منافع و امنیت ملی جمهوری اسلامی ایران.
16. فرصت‌ها و چالش‌های کمربند اقتصادی جاده ابریشم جدید.
17. سیاست خارجی روسیه در خاورمیانه.
18. داعش در افغانستان و تأثیر آن بر امنیت ملی ایران.
19. سیاست خارجی ایران؛ رویکرد ایدئولوژیک یا تمدنی؟.
20. مرحله جدید روابط اقتصادی ایران و روسیه

## نشست‌های تخصصی و همایش‌های ملی و بین‌المللی
در نشست‌های تخصصی و همچنین همایش‌های ملی و بین‌المللی، صاحب‌نظران، استادان و پژوهشگران مسائل منطقه اوراسیا دربارهٔ مسائل و رویدادهای فرهنگی، سیاسی و اقتصادی منطقه‌ای بحث و تبادل نظر می‌کنند. نتایج این مذاکرات برای برخی از نهادهای سیاست‌گذاری و مراکز پژوهشی ارسال می‌شود. تاکنون ایراس بیش از ۱۳۰ نشست و میزگرد علمی در حوزه‌های مختلف برگزار شده‌است. همچنین مؤسسه مطالعات ایراس در زمره نخستین و فعال‌ترین موسسات تحقیقاتی ایرانی در برگزاری ویدئوکنفرانس با همتایان خود در کشورهای منطقه می‌باشد.

## وبسایت دو زبانه
وبسایت دوزبانه (فارسی و انگلیسی) مؤسسه مطالعات ایران و اوراسیا تنها تارنمای تخصّصی تحلیلی و پژوهشی کشور در حوزة اوراسیا و یکی از کامل‌ترین منابع علمی و پژوهشی داخلی در حوزه مطالعات اوراسیا است. سایت فارسی مؤسسه ایراس از سال ۱۳۸۳ و سایت انگلیسی آن نیز از سال ۱۳۹۴ راه‌اندازی شده و تحولات منطقة اوراسیا را در قالب تحلیل، گزارش، یادداشت و مصاحبه در اختیار صاحب نظران، پژوهشگران و فعالان سیاسی، اقتصادی و فرهنگی قرار می‌دهد.

## کتابخانه
مؤسسه مطالعات ایراس با بهره‌مندی از کتابخانه‌ای تخصصی که دربردارنده حدود چهار هزار جلد کتاب و مجله به سه زبان فارسی، روسی و انگلیسی بوده، یکی از کامل‌ترین کتابخانه‌های حوزه مطالعات اوراسیا است.

## پی‌نوشت‌ها
1. ↑  «نسخه آرشیو شده». بایگانی‌شده از اصلی در ۲۵ آوریل ۲۰۲۱. دریافت‌شده در ۱۱ دسامبر ۲۰۱۳.
2. ↑  http://russiancouncil.ru/en/
3. ↑  https://gorchakovfund.ru/en/
4. ↑  https://social.hse.ru/mr/
5. ↑  «نسخه آرشیو شده». بایگانی‌شده از اصلی در ۱۹ ژانویه ۲۰۱۹. دریافت‌شده در ۱۸ ژانویه ۲۰۱۹.
6. ↑  «نسخه آرشیو شده». بایگانی‌شده از اصلی در ۱۴ ژانویه ۲۰۱۹. دریافت‌شده در ۱۸ ژانویه ۲۰۱۹.
7. ↑  http://iras.ir/fa/doc/report/3770/%5Bپیوند+مرده%5D
8. ↑  http://iras.ir/fa/doc/report/3471/%5Bپیوند+مرده%5D
9. ↑  http://iras.ir/fa/doc/report/3472/%5Bپیوند+مرده%5D
10. ↑  http://iras.ir/fa/doc/article/1152/%5Bپیوند+مرده%5D
11. ↑  http://iras.ir
12. ↑  «نسخه آرشیو شده». بایگانی‌شده از اصلی در ۱۹ ژانویه ۲۰۱۹. دریافت‌شده در ۱۸ ژانویه ۲۰۱۹.